# Yaya Dillo Djérou
Yaya Dillo Djerou Betchi, né le 18 décembre 1974 et tué le 28 février 2024 par la junte militaire au pouvoir  à N'Djaména, est un homme politique tchadien.

## Biographie
Yaya Dillo Djerou est le fils d'une cousine d'Idriss Déby Itno. Il est Zaghawa du clan Bideyate.
Il est ministre des Mines et de l'Énergie entre 2008 et 2009 et conseiller à la présidence de la république du Tchad.
Yaya Dillo Djerou est représentant-résident du Tchad auprès de la CEMAC et député de juin 2018 au 11 mai 2020. Il est candidat à l'élection présidentielle de 2021 sous la bannière du Parti socialiste sans frontière (en) du Tchad (PSF), dont il devient le président plus tard dans l'année.

### Opposant à Idriss Déby
Yaya Dillo Djérou a servi dans le mouvement rebelle, Mouvement patriotique du salut (MPS) en 1989-1990. Après la conquête du pouvoir par celui-ci, il part faire des études au Canada à la fin des années 1990. En 2005, il fonde le mouvement rebelle Socle pour le changement, l'unité et la démocratie avec l'aide discrète de ses oncles Tom et Timan Erdimi qui restent encore un temps au cœur du pouvoir. Ce mouvement rejoint le Front uni pour le changement démocratique. Progressivement écarté des alliances rebelles à partir de 2007, Yaya Dillo rallie le pouvoir en 2008.
En pleine période de pandémie de Covid-19, il dénonce un « conflit d'intérêts ». En 2020, selon lui, la fondation Grand cœur de la première dame Hinda Déby Itno gère des fonds gouvernementaux affectés à la lutte contre la Covid.
Il est ensuite poursuivi pour diffamation et injures par Hinda Déby Itno et la fondation Grand Cœur,. Dillo Djérou est aussi démis de son poste à la CEMAC. Une plainte est déposée contre lui car il n'aurait pas rendu son véhicule de fonction.
La nuit du 27 février 2021, des soldats d’élite, à bord de camionnettes, de véhicules blindés et même de chars, tentent de l'arrêter à son domicile, où il est retranché. Deux personnes trouvent la mort, sa mère Sobory Goussoub et son enfant, et cinq autres personnes sont blessées grièvement, dont sa sœur aînée,.
Il écrit sur son compte Facebook : « Ils viennent de tuer ma mère et plusieurs de mes parents.» et quelques minutes plus tard, il ajoute : « Un blindé a enfoncé ma porte principale. La lutte pour la justice doit continuer pour sauver notre pays. (...) Mes chers compatriotes, levons-nous ! ». Ces phrases choquent l'opinion nationale et internationale au lever du jour. Les parents de l'opposant envahissent alors la place Mortier, dans le 5e arrondissement de N'Djaména, établissant ainsi un bouclier qui empêche son arrestation.
Les autorités tchadiennes ont annoncé l'ouverture d'une enquête judiciaire pour meurtre, coups et blessures volontaires, et complicité de meurtre contre tous les auteurs, co-auteurs et complices d’infractions lors de la tentative d’interpellation.
À partir du 28 février 2021, Yaya Dillo reste introuvable, mais non moins localisable par les autorités tchadiennes. Selon les informations officielles, il est exfiltré par des proches le même soir du dimanche 28 février, lorsque les forces de l'ordre déclenchent leur attaque sur son domicile. Des dizaines de ses partisans et familles se lancent à l’assaut d’un char, cailloux à la main, et les forces de l’ordre tirent de nombreuses bombes lacrymogènes pour tenter de les disperser. Yaya Dillo profite de la confusion pour s'éclipser.
Jusqu'au 9 mars 2021, ses partisans et sa famille ont de ses nouvelles, car il intervient régulièrement dans le débat politique via son compte Facebook. Il donne même des interviews aux chaînes de télévision et radios internationales, dont TV5 Monde, Radio France internationale ou encore Al Jazeera.
À un mois de l’élection présidentielle, pour laquelle la candidature de Yaya Dillo Djérou a été invalidée, l'affaire Dillo tend le climat politique au Tchad. La tentative d’arrestation de Yaya Dillo, ayant occasionné au moins trois morts, a en effet marqué le peuple tchadien et particulièrement la classe politique. Au lendemain de cette opération meurtrière, trois candidats à l'élection présidentielle se retirent de la course présidentielle. Le candidat Saleh Kebzabo dénonce une « militarisation évidente du climat politique ». Son retrait est suivi de celui de Mahamat Yosko Brahim qui exprime ses sentiments de doute via les réseaux sociaux quant au contexte « qui n’est pas favorable à une élection présidentielle libre et transparente ». Ngarlejy Yorongar, le doyen des candidats, ancien compagnon d'armes d'Idriss Déby en 1990, se retire en raison de « l'injustice sociale et de l'insécurité que vivent les partis politiques de l'opposition ». Il ne reste alors plus que six candidats.
L'Union africaine exprime sa « consternation » après « la perte de vies humaines civiles et parmi les forces de l'ordre ». Le secrétaire général de l'ONU, Antonio Guterres, déplore « le recours à la force dans le cadre du processus électoral au Tchad ». La France, ancien colon et partenaire stratégique dans la lutte contre le terrorisme dans le Sahel, par son chef de la diplomatie française, Jean-Yves Le Drian, appelle les autorités tchadiennes à mener « au plus vite » une enquête « impartiale » sur les morts dans la tentative d'arrestation de Yaya Dillo.
Après la mort d'Idriss Déby en avril 2021, son fils Mahamat Idriss Déby prend le pouvoir et dirige un Conseil militaire de transition. Une période politique dite de transition s'ouvre avec la création d'un « dialogue national inclusif et souverain ». Yaya Dillo Djérou devient le coordonnateur du Front nouveau pour le changement (FNC), une alliance politique de l'opposition à la nouvelle junte. Yaya Dillo et le PSF sont exclus du FNC en septembre 2021 pour avoir voulu interdire la participation des membres du FNC au processus de transition,.

### Mort
Dans la nuit du 27 au 28 février 2024, une attaque vise les bureaux de l'Agence nationale de sécurité à N'Djaména, faisant plusieurs morts d'après le gouvernement,,. La dite « attaque» intervient la nuit de l'arrestation du secrétaire national adjoint chargé des finances, Abakar Torabi du Parti socialiste sans frontière (PSF) — l'un des principaux partis d'opposition — que le gouvernement de transition tchadien accuse de tentative d'assassinat contre le président de la Cour suprême. Le gouvernement accuse alors le président du PSF, Yaya Dillo Djérou, d'avoir commandité la tentative de meurtre. Ancien ministre et enfant soldat lors de la prise du pouvoir en 1990, neveu d'Idriss Déby et candidat à la présidentielle, celui-ci avait récemment bénéficié du ralliement de l'oncle du président, Saleh Deby Itno. Dillo qualifie l'accusation de « mensonge » et de « mise-en-scène » destinée à écarter sa candidature,.
Le 28 février, l'Armée tchadienne prend d'assaut le siège du PSF où se trouve Yaya Dillo, qui est tué dans l'attaque. Le lendemain, le ministre de la Communication et porte-parole du gouvernement, Abderaman Koulamallah, annonce la mort de Dillo, affirmant dans la foulée qu'il serait également derrière l'attaque de la nuit précédente, qu'il aurait mené en représailles de l'arrestation du militant du PSF. Le gouvernement affirme qu'il se serait retranché dans les locaux de son parti en refusant de se rendre, et qu'il aurait tiré sur la police, avant d'être abattu. La mort de Yaya Diallo, considéré comme le principal opposant à la junte tchadienne, est qualifié d'« assassinat » par les responsables de son parti et de l'opposition,.
Le ministre de la Communication, Abdraman Koulamallah, annonce le 1er mars l'arrestation de Saleh Deby Itno en soulignant que celui-ci se serait rendu. Le ministre affirme ainsi que l'action des forces de l'ordre ne visait pas à éliminer Yaya Diallo et qu'elles n'en serait « pas arrivés à cette extrémité » s'il s'était lui aussi rendu,. Cette version est rejetée par le PSF, qui affirme qu'il n'était pas armé et accuse la garde présidentielle d'avoir elle-même menée l'assaut, une version corroborée par le témoignage de journalistes de l’AFP ayant observé des mouvements des troupes de « bérets rouges » en direction du siège, ainsi que des tirs nourris d'armes automatiques. Les autorités procèdent rapidement à la démolition du siège du PSF, qui est rasé le 1er mars en l'absence de témoins, tenus à distance par un détachement de véhicules blindés de l'armée. Le 4 mars 2024, le Premier ministre Succès Masra annonce une « enquête de type international » pour « situer les responsabilités ».